# Eugen Felix
Eugen Felix, né le 27 avril 1836 à Prossnitz, et mort le 21 août 1906 à Vienne, est un peintre autrichien.
Felix fut élève de Ferdinand Georg Waldmüller, puis il continua ses études à Paris avec Léon Cogniet.
Il a peint des tableaux de genre, des scènes historiques et mythologiques, mais sa réputation vient principalement de ses portraits. La plupart de ses œuvres sont exposées à Vienne.